# Richard Dawson (1er comte de Dartrey)
Richard Dawson, 1er comte de Dartrey (7 septembre 1817 - 12 mai 1897), appelé Lord Cremorne de 1827 à 1866, est un homme politique anglo-irlandais libéral, et plus tard libéral unioniste.

## Biographie
Il est le deuxième et unique fils survivant de Richard Dawson, 2e baron Cremorne et de sa femme Anne Elizabeth Emily Whaley et succède à son père dans la baronnie en 1827 à l'âge de neuf ans. Comme il s'agit d'une pairie irlandaise, cela ne lui donne pas droit à un siège à la Chambre des lords.
À la fin des années 1830, l'archevêque William Crolly, archevêque catholique d'Armagh, cherche un site pour une nouvelle cathédrale catholique. La principale difficulté dans la construction d'une cathédrale catholique à Armagh est que le terrain de la ville d'Armagh et de sa banlieue est presque entièrement constitué de «see-land», le domaine du primat protestant et n'est donc pas disponible pour l'épiscopat catholique. Un site au sommet d'une colline à la périphérie de la ville a cependant été vendu à Lord Cremorne. Les conditions sont négociées et vers 1840, la construction de la cathédrale Saint-Patrick commence .
En 1847, il est créé baron Dartrey, de Dartrey, comté de Monaghan, dans la pairie du Royaume-Uni, ce qui lui permet de siéger à la Chambre des lords.
Dartrey sert comme Lord-in-waiting (whip du gouvernement à la Chambre des Lords) sous Lord Palmerston de 1857 à 1858 et plus tard Lord Russell de 1859 à 1866. Il est fait Chevalier de l'Ordre de Saint-Patrick en 1855 et en 1866, il est créé comte de Dartrey, de Dartrey dans le comté de Monaghan.
En 1886, Dartrey rompt avec William Ewart Gladstone au sujet du Home Rule irlandais et rejoint les bancs unionistes libéraux de la Chambre des lords. Il est également Lord Lieutenant de Monaghan de 1871 à 1897.

## Mariage et descendance
Lord Dartrey épouse Augusta, fille d'Edward Stanley, en 1841. Leur fille Mary Eleanor Anne épouse Henry Fox-Strangways (5e comte d'Ilchester). Leur deuxième fils, Edward Stanley Dawson est capitaine dans la Royal Navy. La comtesse de Dartrey est décédée en août 1887, à l'âge de 64 ans. Lord Dartrey lui survit dix ans et est décédé en mai 1897, à l'âge de 79 ans. Il est remplacé dans ses titres par son fils aîné, Vesey.